# Казмааул
Казмааул (ранее Козьма-Аул; кум. Къазмаавул) — село в Хасавюртовском районе Дагестана.

## География
Село расположено севернее районного центра, города Хасавюрт и вдоль автотрассы Хасавюрт — Бабаюрт, примерно посередине между указанных населенных пунктов.
Ближайшие сёла: на севере — Сулевкент, на юге — Куруш.

## История
Первые достоверные сведения об этом селе относятся к 1785 году. На основании источников можно отнести появление поселения на месте современного села к середине или к началу XVIII века. Подтверждением могут быть эпитафии (надмогильные надписи). Самая древняя из обнаруженных и расшифрованных надмогильных плит в восточной (старой) части сельского кладбища относится к 1812 г. Из древностей Казмааула следует указать на отсутствующих сегодня 25 небольших курганов, которые можно было наблюдать ещё в 60-е годы XX века в 3—4 км к юго-западу от села возле дороги Хасавюрт — Бабаюрт.

## Население
| 1865  | 1889  | 1914  | 1926 | 1939 | 1970  | 1989  |
| ----- | ----- | ----- | ---- | ---- | ----- | ----- |
| 352   | ↗522  | ↗687  | ↘610 | ↗761 | ↗1393 | ↘1056 |
| 2002  | 2010  | 2021  |      |      |       |       |
| ↗1321 | ↗1336 | ↗1873 |      |      |       |       |

Национальный состав
Одно из старых кумыкских сёл на территории Кумыкской плоскости. Мононациональное кумыкское село с середины XIX века заселяется аварцами и чеченцами, а также кумыками из соседних кумыкских сёл и районов (Костека, Эндирея, Вер. Казанища, Кака-Шура и др). по данным на 1865 г. в селе проживало 74 семьи, из них 1 чеченская, 8 аварских и 65 кумыкских.
По данным Всероссийской переписи населения 2021 года:
| №        | Национальность | Численность, чел. | Доля    |
| -------- | -------------- | ----------------- | ------- |
| 1        | кумыки         | 1 728             | 92,25 % |
| 1.000001 | прочие         | 145               | 7,74 %  |
| 1.000002 | всего          | 1 873             | 100 %   |